# Teen Beach Movie
Teen Beach Movie és una pel·lícula original de Disney Channel del 2013. Tracta d'una parella d'adolescents, Brady (Ross Lynch) i Mack (Maia Mitchell), amants del surf, que es teletransporten accidentalment a una famosa películ·la musical ambientada a la dècada de 1960. Els protagonistes de la pel·lícula anomenada Wet Side Story són en Tanner (Garret Clayton) i la Lela (Grace Phipps), i són de bandes diferents però que s'enamoren provocant que  les bandes facin les paus.
Però Mack i Brady al transportar-se a la pel·lícula alteren el guió ja que provoquen accidentalment  Tanner s'enamora de Mack i Lela de Brady.
Hauran de tornar, però primer arreglar el problema que han provocat.
Una seqüela titulada Teen Beach 2 s'estrenà el 26 de juny de 2015.